# Spårvagnsolyckan vid Vasaplatsen i Göteborg
Spårvagnsolyckan vid Vasaplatsen i Göteborg inträffade den 12 mars 1992 och är den allvarligaste olyckan i Göteborgs spårvägs historia. Tretton personer omkom.

## Händelseförlopp
Olyckan hade sin upprinnelse i att en del av spårvägen på 7:ans linje (sträckan från Wavrinskys plats och bort mot Södra Guldheden och Sahlgrenska) hade blivit strömlös. Olyckståget, som bestod av M21-vagnarna 235 och 245, stod på den strömlösa Wavrinskys plats. Efter den hade andra vagnar kommit upp längs Aschebergsgatan och Guldhedsgatan och stod och väntade. En trafikledare satte dem i trafik en efter en genom att backa dem tillbaka nedför Aschebergsgatan. Reservväxeln västerifrån längs Vasagatan hade lagts om, så att vagnen kunde backas ned åt väster på Vasagatan och sedan sättas i trafik mot Valand och Kortedala. Vagnen vid Wavrinskys plats gick dock inte att backa, eftersom den var strömlös. Vagnens bromsar låg då an automatiskt. En trafikledare beordrade då att bromsarna skulle urkopplas i syfte att vagnen skulle kunna rullas ett tiotal meter baklänges ner för Guldhedsgatan mot Chalmers, där strömförande ledning fanns.
Föraren beordrades att åka med för att under den strömförande ledningen vid Chalmers dra i nödbromsen och på så sätt bromsa vagnen. Denna order var ett brott mot gällande regler. Bromsarna på en strömlös vagn fick endast lossas när den var kopplad till annan spårvagn eller bärgningsbil. Trafikledarens tanke att bromsarna skulle aktiveras vid återinträde på strömförande sektion var också felaktig. För detta krävdes att vagnen startades om från förarplatsen. Detta var dock inte möjligt eftersom säkringen i manöverpanelen slogs ut när vagnen hade kommit in i den strömförande linjen, vilket gjorde att spårvagnsmotorn inte kunde starta. Vagnen skenade nedför Guldhedsgatan och Aschebergsgatan baklänges, utan att kunna bromsa, och nådde en uppskattad hastighet av 100 km/tim.
En polispatrull med polisassistenterna Birgitta Apelqvist och Stefan Karlsson, som skulle säkra backningsmanövern, uppfattade situationen och åkte före i sin bil för att varna. I korsningen Aschebergsgatan/Engelbrektsgatan körde man nästan på en personbil. Vid den omlagda växeln mot Vasagatan spårade vagnen ur på grund av den höga hastigheten. Klockan var då 09.17. Det 54 ton tunga spårvagnståget plöjde tvärs över det hållplatsläge vid Vasaplatsen där folk stod och väntade på att det skulle komma en vagn mot Tynnered på den strömlösa linjen. Samtidigt plöjde den också över den intilliggande körbanan, krossade flera parkerade bilar och krockade till slut med ett intilliggande hus. 13 personer omkom och 29 skadades.
Två personbilar klämdes fast under spårvagnen varpå den ena bilens bränsletank punkterades och fattade eld. Branden spred sig till spårvagnen. Polisen försökte förgäves att släcka. I bilarna befann sig totalt tre personer som alla omkom. Inom 40 minuter hade alla skadade förts till sjukhus. På videoklipp kunde man se hur det brann längs spårvägens räler. Det var brinnande bensin som rann nedåt i riktning mot Parkgatan.
Idag finns en minnessten placerad på gräset i parken intill hållplatsen där olyckan skedde.

### Efterspelet
Två år efter olyckan åtalades verkställande direktören för Göteborgs Spårvägar och trafikförmannen. Rubriceringen var grovt vållande till annans död och grov allmänfarlig vårdslöshet. Trafikförmannen fälldes på samtliga punkter och dömdes till villkorlig dom. Verkställande direktören frikändes.

## Övrigt
- Polisassistenterna Birgitta Apelqvist och Stefan Karlsson tilldelades medaljen För berömliga gärningar av femte storleken i guld av regeringen för sin insats.[2]
- Ambulanssjukvården tillämpade ”load and go”, ”lasta och kör”. Då avståndet till Sahlgrenska sjukhuset är kort, lönade det sig inte tidsmässigt att bedriva sjukvård på platsen, det var effektivare att köra de skadade så fort som möjligt till sjukhuset.
- Räddningstjänstens gamla kranbil SDO 428, en Magirus Kranwagen från 1969, användes för sista gången i skarpt läge vid detta tillfälle.
- Måndagen den 10 mars 1924 hände det en liknande olycka på samma gata. Detta då man ”tappade” en släpvagn från en vändslinga som då låg vid Kapellplatsen. Lyckligtvis fanns inga personer på den skenande släpvagnen. En förare i motorvagn som var på väg uppför Aschebergsgatan uppmärksammade vad som pågick, och lyckades backa sin vagn i relativt hög fart och därvid fånga upp den fritt rullande släpvagnen, han lyckades ganska väl med detta och endast materiella skador uppstod. Sedan dess har spårvägens albertkoppel alltid kompletterats med en säkerhetskedja.